# Delta Aquarii
Skat (Bayer-Bezeichnung: Delta Aquarii, abgekürzt δ Aqr) ist ein Hauptreihenstern im Sternbild Wassermann, der nach  Parallaxen-Messungen der Raumsonde Gaia etwa 141 Lichtjahre von der Sonne entfernt ist. Allerdings ist der Messwert der Parallaxe mit einiger Unsicherheit behaftet. Die von der Vorgängersonde Hipparcos bestimmte Parallaxe von Delta Aquarii ergibt eine etwas größere Entfernung des Sterns von circa 161 Lichtjahren, weist aber ebenfalls eine größere Messunsicherheit auf. Der Stern gehört der Spektralklasse A3Vp an und besitzt eine scheinbare Helligkeit von 3,27 mag.
Der freiäugig gut sichtbare Stern gehört zum sogenannten Bärenstrom, einem lockeren Bewegungshaufen von etwa 150 über den halben Himmel verteilten Sternen, deren hellste das Sternbild Großer Wagen bilden. Unsere Sonne liegt am Rand dieser Gruppe, bewegt sich aber in eine andere Richtung.
In seiner Nähe liegt der Radiant eines jeden Sommer auftretenden Sternschnuppenschwarms, der Juli- oder Delta-Aquariiden.
Die IAU hat am 21. August 2016 den zuvor schon verwendeten historischen Eigennamen Skat auch als standardisierten Eigennamen für diesen Stern festgelegt. 
Der Stern trägt manchmal auch den historischen Eigennamen Scheat, dieser Name wird allerdings meist für den Stern Beta Pegasi verwendet.